# Ford DuraTORQ TDCi-motor
Ford DuraTORQ TDCi-motor, ook gewoon DuraTORQ of TDCi genoemd, is de aanduiding voor dieselmotoren in Ford-voertuigen in het Europa van de 21e eeuw. eeuw. Andere niet-verwante eenheden in deze reeks zijn ontwikkeld door Ford en PSA. De  DuraTORQ TDCi-motoren zijn ook verkrijgbaar in voertuigen van Ford, Jaguar Cars, Land Rover, Volvo en Mazda. Codenaam is ook Puma voor Ford 2.0 L, 2.2 L en 2.4 L, voor Ford 2.4 L is codenaam ZSD.

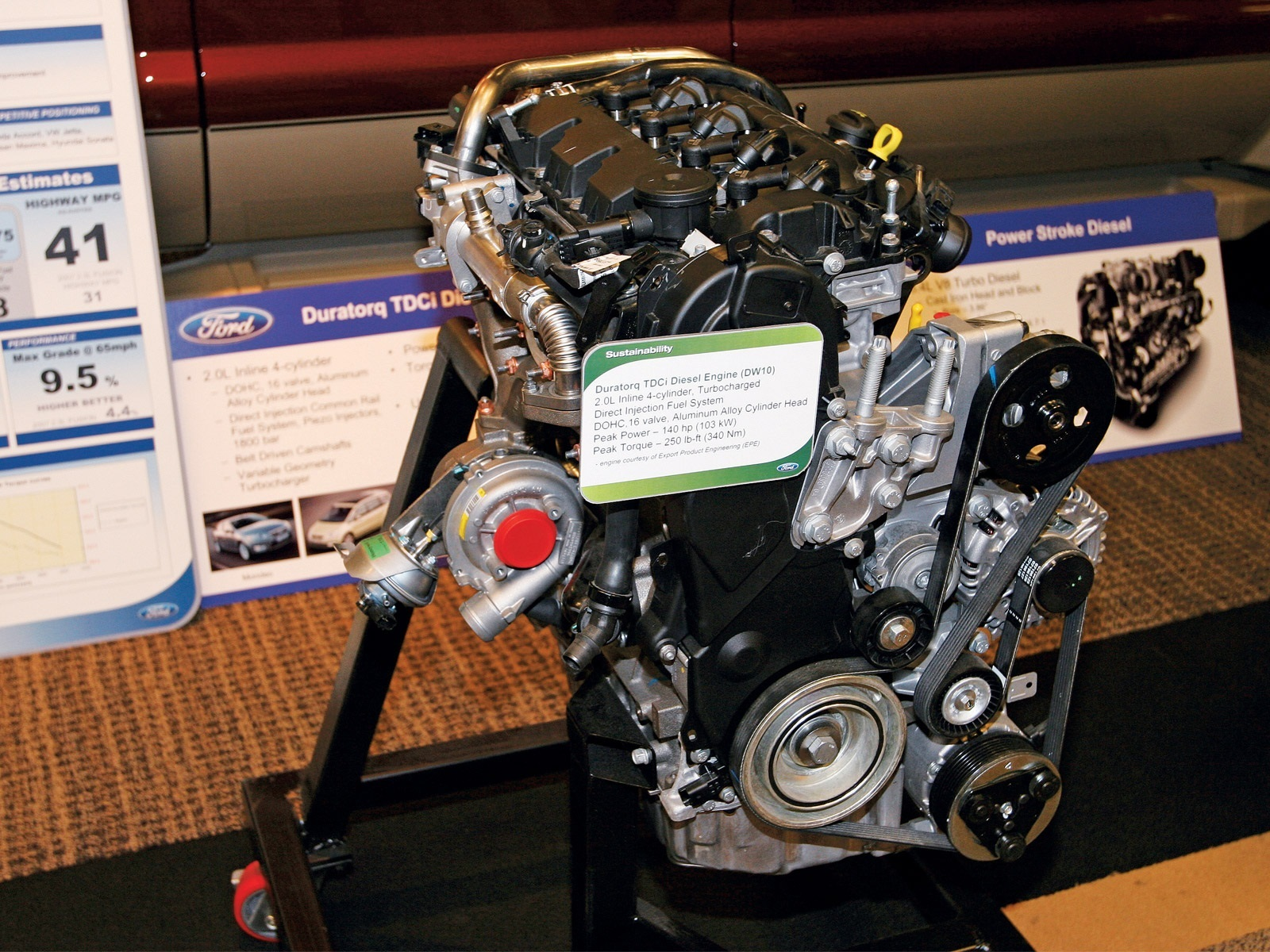
Ford, Groupe PSA -dieselmotor

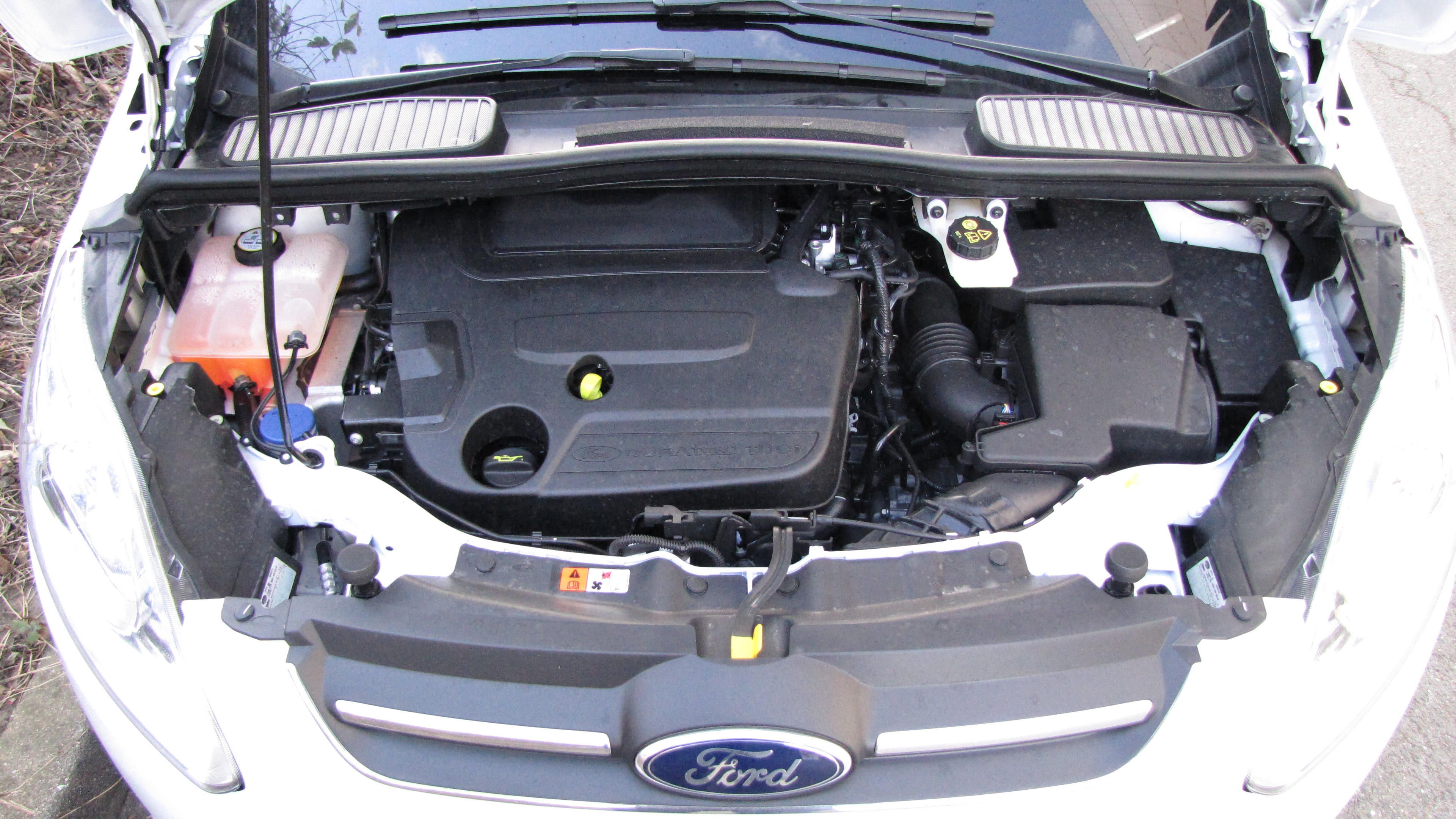
DuraTORQ TDCi; Dieselmotor in Ford C-MAX II

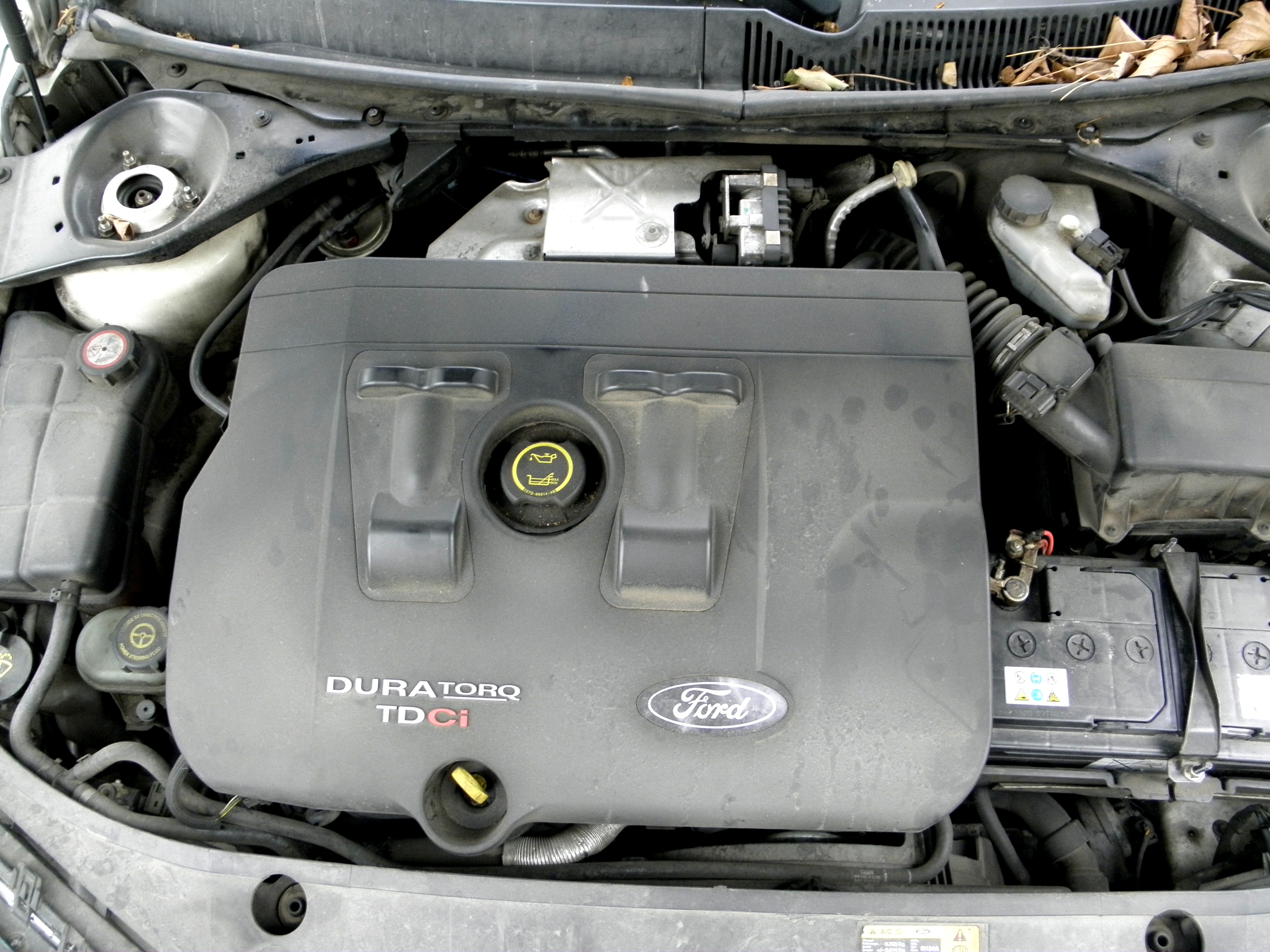
DuraTORQ TDCi; Dieselmotor in Ford Mondeo II

## Gebied
- 1.4L 8s Turbo - 68 pk
- 1.6L 16s turbo, intercooler - 90 pk
- 1.6L 16s turbocompressor met variabele geometrie, intercooler - 110 pk
- 1.8L 8s turbo, intercooler
  - 115 pk
  - 125 pk
- 2.0L 16s turbocompressor met variabele geometrie, intercooler
  - 115 pk
  - 130 pk
  - 133 pk
  - 136 pk
  - 140 pk
  - 163 pk
  - 185 pk
- Turbo van 2,2 liter
  - 85 pk
  - 100 pk
  - 115 pk
  - 140 pk
- 2.4L Turbo
  - 100 pk
  - 115 pk
  - 140 pk
- 2.5L Turbo - 143 pk
- 3.2L turbo - 200 pk

## Oorsprong en opvolger
De oorsprong van deze motor is van Peugeot en Citroën . De opvolger van deze motor is de Ford EcoBlue-motor en de productie van de DuraTORQ TDCi eindigde in 2022 toen de Ford Fiesta verscheen, het herontwerp van de zevende generatie..